# 乔治·埃里克·费尔贝恩
乔治·埃里克·费尔贝恩（英語：George Eric Fairbairn，1888年8月18日—1915年6月20日），英国男子赛艇运动员。他曾代表英国参加1908年夏季奥林匹克运动会赛艇比赛，获得男子双人单桨无舵手银牌。